# Лора Камгубер
Лаура Камхубер (нім. Laura Kamhuber, нар.. 8 серпня 1999) — австрійська співачка, родом з Нижньої Австрії. Її дебютний альбом у жанрі народної музики але згодом вона робить кавер-версії на поп-музику.

## Особисте життя і кар'єра
Батьки — Сабіна та Йозеф. Їй належить інтерпретація пісні "I Will Always Love You Вітні Г'юстон, яка набрала понад 210 мільйонів переглядів на YouTube.

## Дискографія
- 2014: Wie guat, dass i a Madl bin[4]
- 2016: Ich glaube noch an Wunder[5]
- 2017: Träume

### Wie guat, dass i a Madl bin
Дебютний альбом Лаури був записаний на австрійському лейблі Tyrolis, і містить наступний список композицій:
| #   | Назва                                              | Тривалість |
| --- | -------------------------------------------------- | ---------- |
| 1.  | «Wie guat, dass i a Madl bin»                      | 3.02       |
| 2.  | «Wer Ordnung hält (...ist nur zu faul zum Suchen)» | 2.30       |
| 3.  | «Wann wird der Summa kumma?»                       | 2.23       |
| 4.  | «Nix geg'n die guate alte Zeit»                    | 3.42       |
| 5.  | «Mei, is des peinlich»                             | 2.43       |
| 6.  | «Das La-la-la-la-Lied»                             | 3.20       |
| 7.  | «So ist's (...da kannst nix machen)»               | 2.36       |
| 8.  | «Aber schee is es scho»                            | 3.26       |
| 9.  | «I steh auf Tracht»                                | 2.49       |
| 10. | «Englisch, Mathe, Deutsch»                         | 3.12       |
| 11. | «Schlafen kann i später no»                        | 3.13       |
| 12. | «I bin und bleib a Sängerin»                       | 3.04       |

### Ich glaube noch an Wunder
Міні-альбом був записаний на лейблі Tyrolis, і містить наступний список композицій:
| #  | Назва                        | Тривалість |
| -- | ---------------------------- | ---------- |
| 1. | «Ich glaube noch an Wunder»  | 03:44      |
| 2. | «Immer wenn ich Schuhe seh'» | 03:00      |
| 3. | «Sonntag im Bett»            | 03:23      |
| 4. | «Richtige im Lotto»          | 03:17      |
| 5. | «Aber schee is es scho»      | 03:25      |

### Träume
Альбом був записаний на лейблі Ritt Sound LC 2880, і містить наступний список композицій:
| #   | Назва                                      | Тривалість |
| --- | ------------------------------------------ | ---------- |
| 1.  | «Wir Frauen haben’s schwer»                | 3.09       |
| 2.  | «Freunde für’s Leben (Morning has broken)» | 3.15       |
| 3.  | «Eine Lady werd‘ ich nie»                  | 3.15       |
| 4.  | «Immer wenn ich Schuhe seh‘»               | 3.00       |
| 5.  | «Meine kleinen Schwächen»                  | 3.24       |
| 6.  | «Sonntag im Bett»                          | 3.23       |
| 7.  | «Träume nicht dein Leben»                  | 2.59       |
| 8.  | «6 Richtige im Lotto»                      | 3.17       |
| 9.  | «Alles und noch mehr»                      | 3.37       |
| 10. | «Wie im Flug»                              | 3.34       |
| 11. | «Liebeskummer»                             | 2.58       |
| 12. | «Auch and‘re Mütter haben fesche Söhne»    | 3.01       |
| 13. | «Ich glaube noch an Wunder»                | 3.44       |

## Нагороди
Лаура в 2010 році з піснею «Ich bleib lieber klein» (кавер-версія пісні «Fight for This Love» Шеріл Коул) посіла третє місце на австрійському дитячому шоу талантів Kiddy Contest[de].

## Галерея

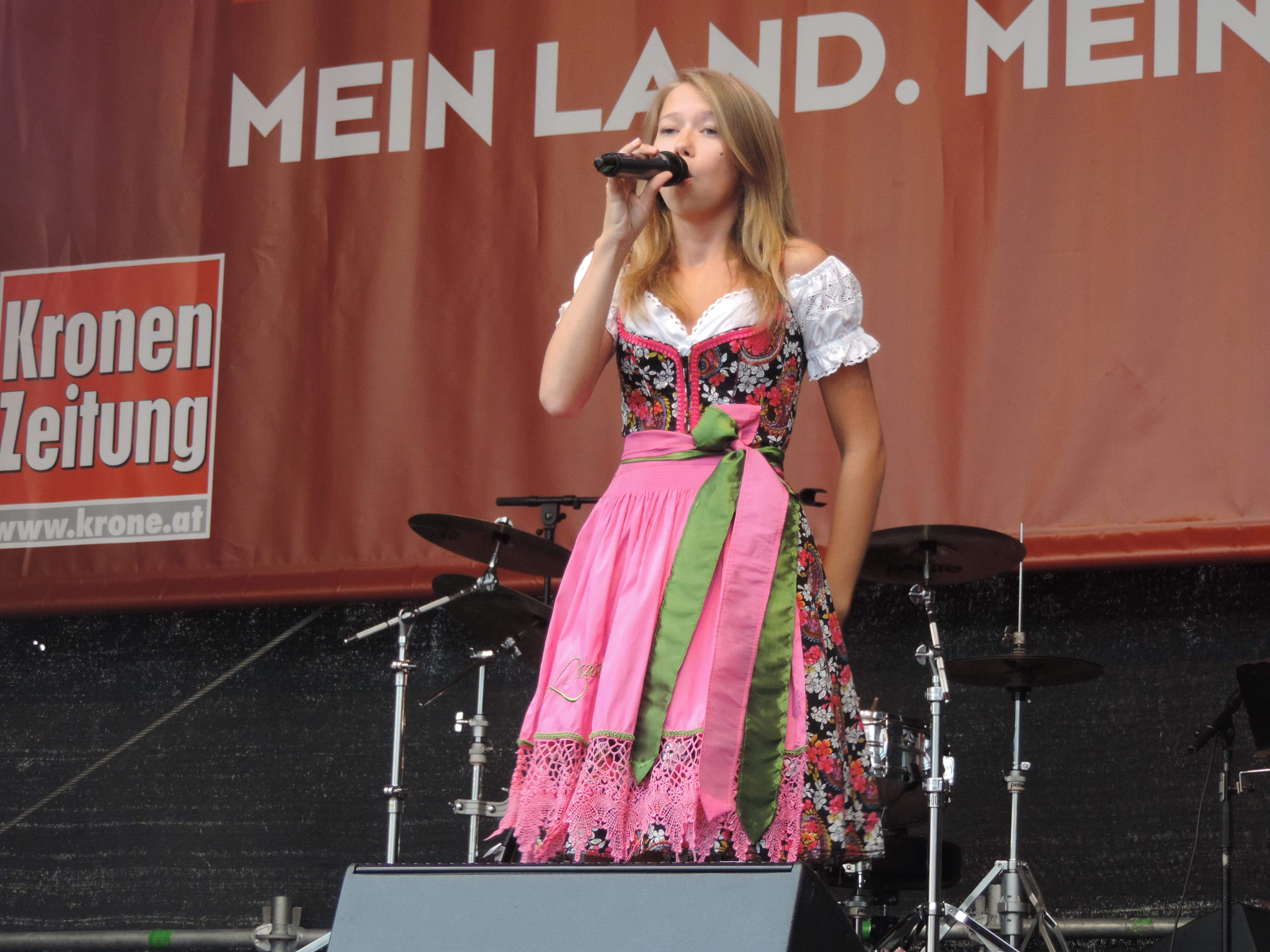
Лаура в 2015 році на фестивалі Krone Fest в місті Лінц.
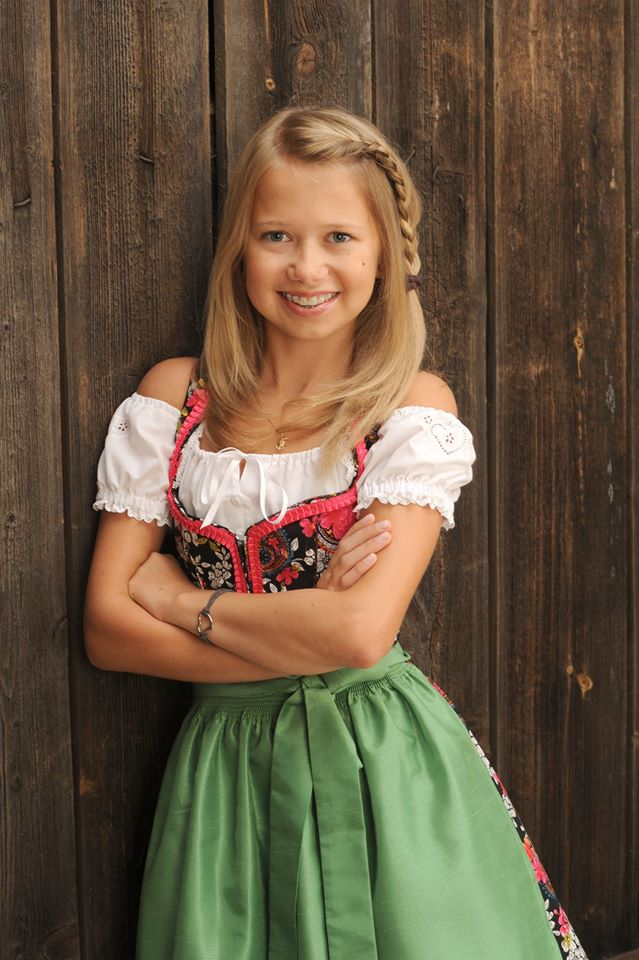
Юна Лаура. Альбомне зображення.